# 1972-es Formula–1 brit nagydíj
Az 1972-es Formula–1 világbajnokság hetedik futama a brit nagydíj volt.

## Futam
Jacky Ickx szerezte meg a pole-pozíciót Fittipaldi és Revson előtt.
Jacky Ickx vezetett, de a kocsi olaja folyt, és a 48. körben kiállni kényszerült.
Öten, de Adamich, Pescarolo, Galli, Cevert és Graham Hill ütközés miatt feladta a versenyt. Fittipaldi vette át a vezetést, bár Stewart egyre jobban megközelítette, sikerült az első helyen célba érnie.
| Helyezés | #  | Versenyző            | Csapat/Motor  | Futott körök | Idő/Kiesés oka | Rajthely | Pontszám |
| -------- | -- | -------------------- | ------------- | ------------ | -------------- | -------- | -------- |
| 1        | 8  | Emerson Fittipaldi   | Lotus-Ford    | 76           | 1h47:50,2      | 2        | 9        |
| 2        | 1  | Jackie Stewart       | Tyrrell-Ford  | 76           | + 4,1          | 4        | 6        |
| 3        | 19 | Peter Revson         | McLaren-Ford  | 76           | + 1:12,5       | 3        | 4        |
| 4        | 17 | Chris Amon           | Matra         | 75           | + 1 kör        | 17       | 3        |
| 5        | 18 | Denny Hulme          | McLaren-Ford  | 75           | + 1 kör        | 11       | 2        |
| 6        | 6  | Arturo Merzario      | Ferrari       | 75           | + 1 kör        | 9        | 1        |
| 7        | 3  | Ronnie Peterson      | March-Ford    | 74           | Kicsúszás      | 8        |          |
| 8        | 27 | Carlos Reutemann     | Brabham-Ford  | 73           | + 3 kör        | 10       |          |
| 9        | 4  | Niki Lauda           | March-Ford    | 73           | + 3 kör        | 19       |          |
| 10       | 33 | Rolf Stommelen       | March-Ford    | 71           | + 5 kör        | 25       |          |
| 11       | 11 | Jean-Pierre Beltoise | BRM           | 70           | + 6 kör        | 6        |          |
| 12       | 28 | Wilson Fittipaldi    | Brabham-Ford  | 69           | Felfüggesztés  | 22       |          |
| 13       | 31 | Mike Beuttler        | March-Ford    | 69           | + 7 kör        | 23       |          |
| Kiesett  | 22 | Tim Schenken         | Surtees-Ford  | 64           | Felfüggesztés  | 5        |          |
| Kiesett  | 2  | François Cevert      | Tyrrell-Ford  | 60           | Kicsúszás      | 12       |          |
| Kiesett  | 9  | Dave Walker          | Lotus-Ford    | 59           | Felfüggesztés  | 15       |          |
| Kiesett  | 5  | Jacky Ickx           | Ferrari       | 49           | Olajnyomás     | 1        |          |
| Kiesett  | 26 | Graham Hill          | Brabham-Ford  | 47           | Kicsúszás      | 21       |          |
| Kiesett  | 25 | Carlos Pace          | March-Ford    | 39           | Differenciálmű | 13       |          |
| Kiesett  | 14 | Jackie Oliver        | BRM           | 36           | Felfüggesztés  | 14       |          |
| Kiesett  | 21 | Mike Hailwood        | Surtees-Ford  | 31           | Váltó          | 7        |          |
| Kiesett  | 29 | Dave Charlton        | Lotus-Ford    | 21           | Váltó          | 24       |          |
| Kiesett  | 30 | Nanni Galli          | Tecno         | 9            | Kicsúszás      | 18       |          |
| Kiesett  | 24 | Henri Pescarolo      | Politoys-Ford | 7            | Baleset        | 26       |          |
| Kiesett  | 12 | Peter Gethin         | BRM           | 5            | Motorhiba      | 16       |          |
| Kiesett  | 23 | Andrea de Adamich    | Surtees-Ford  | 3            | Baleset        | 20       |          |

## Statisztikák
Vezető helyen:
- Jacky Ickx: 48 (1-48)
- Emerson Fittipaldi: 28 (49-76)

Emerson Fittipaldi 4. győzelme, Jacky Ickx 12. pole-pozíciója, Jackie Stewart 12. leggyorsabb köre.
- Lotus 45. győzelme.

Arturo Merzario első versenye.